# Typhlodromus yamashitai
Typhlodromus yamashitai är en spindeldjursart som beskrevs av Ehara 1972. Typhlodromus yamashitai ingår i släktet Typhlodromus och familjen Phytoseiidae. Inga underarter finns listade i Catalogue of Life.